# Melchisedec thevenot
Pour les articles homonymes, voir Melchisédech (homonymie).
Espèce
Melchisedec thevenot est une espèce d'araignées aranéomorphes de la famille des Oonopidae.

## Distribution
Cette espèce se rencontre en Guinée-Bissau, en Côte d'Ivoire, au Nigeria, au Cameroun et en Éthiopie,.

## Description
Le mâle holotype mesure 1,17 mm et la femelle paratype 1,30 mm.

## Étymologie
Cette espèce est nommée en l'honneur de Melchisédech Thévenot.

## Publication originale
- Fannes, 2010 : On Melchisedec, a new genus of the spider family Oonopidae (Araneae, Dysderoidea). American Museum Novitates, no 3702, p. 1-28 (texte intégral).